# Pomeni imen asteroidov: 67001–68000
Pregled pomenov imen asteroidov (malih planetov) od številke 67001 do 68000, ki jim je Središče za male planete dodelilo številko in so pozneje dobili tudi uradno ime v skladu z dogovorjenim načinom imenovanja. Pregled je preverjen z Schmadelovim “Slovarjem imen malih planetov” (“Dictionary of Minor Planet Names”). 
Pregled pojasnjuje izvor oziroma pomen imen asteroidov, ki ga je priznala Mednarodna astronomska zveza (IAU). Nekateri asteroidi imajo imajo dodatno pojasnilo o izvoru imena, ki pa vedno ni popolnoma zanesljivo (oznaka “†” ali “‡“). 
| Ime               | Začasna oznaka | Izvor imena                                                                             |
| 67001–67100       | 67001–67100    | 67001–67100                                                                             |
| ----------------- | -------------- | --------------------------------------------------------------------------------------- |
| 67085 Oppenheimer | 2000 AG42      | J. Robert Oppenheimer (1904 – 1967), ameriški fizik, znan kot "oče atomske bombe" †     |
| 67101–67200       |                |                                                                                         |
| 67201–67300       |                |                                                                                         |
| 67235 Fairbank    | 2000 EJ15      | William Martin Fairbank, ameriški fizik †                                               |
| 67301–67400       |                |                                                                                         |
| 67308 Öveges      | 2000 HD        | József Öveges, madžarski učitelj fizike in radijska ter televizijska osebnost †         |
| 67401–67500       |                |                                                                                         |
| 67501–67600       |                |                                                                                         |
| 67601–67700       |                |                                                                                         |
| 67701–67800       |                |                                                                                         |
| 67801–67900       |                |                                                                                         |
| 67853 Iwamura     | 2000 WO9       | Akinori Iwamura, japonski bejzbolist za Tokyo Yakult Swallows in Tampa Bay Devil Rays † |
| 67901–68000       |                |                                                                                         |
| 67979 Michelory   | 2000 XS10      | Michel Ory, švicarski fizik, učitelj in ljubiteljski astronom †                         |

| Predhodnik: 66001–67000 | Pomeni imen asteroidov Seznam asteroidov (67001-67250) Seznam asteroidov (67251-67500) Seznam asteroidov (67501-67750) Seznam asteroidov (67751-68000) | Naslednik: 68001–69000 |